# Ordzin (Koźmin)
Ordzin – część wsi Koźmin w Polsce, położona w województwie wielkopolskim, w powiecie szamotulskim, w gminie Obrzycko. Wchodzi w skład sołectwa Koźmin.
W latach 1975–1998 Ordzin należał administracyjnie do województwa poznańskiego.